# Rajd Monte Carlo 1997
Rezultaty Rajdu Monte Carlo (65ème Rallye Automobile de Monte-Carlo), eliminacji Rajdowych Mistrzostw Świata w 1997 roku, który odbył się w dniach 18 stycznia - 23 stycznia. Była to pierwsza runda czempionatu w tamtym roku. Bazą rajdu było miasto Monte Carlo. 

## Zwycięzcy odcinków specjalnych[1]
| Dzień | OS   | Nazwa               | Długość  | Zwycięzca     | Czas  | Śr. pręd.   | Lider rajdu   |
| ----- | ---- | ------------------- | -------- | ------------- | ----- | ----------- | ------------- |
| 1     | SS1  | Monaco              | 2,80 km  | Freddy Loix   | 2:05  | 80,64 km/h  | Freddy Loix   |
| 2     | SS2  | Lalouvesc           | 19,41 km | Carlos Sainz  | 13:08 | 88,68 km/h  | Carlos Sainz  |
| 2     | SS3  | St. Bonnet le Froid | 25,74 km | Tommi Makinen | 17:56 | 86,12 km/h  | Carlos Sainz  |
| 2     | SS4  | St. Pierreville     | 29,68 km | Piero Liatti  | 21:19 | 83,54 km/h  | Carlos Sainz  |
| 2     | SS5  | Burzet              | 29,97 km | Freddy Loix   | 22:19 | 80,58 km/h  | Carlos Sainz  |
| 2     | SS6  | Le Moulinon         | 27,52 km | Piero Liatti  | 19:39 | 84,03 km/h  | Carlos Sainz  |
| 3     | SS7  | St. Jean en Royan   | 33,00 km | Piero Liatti  | 17:18 | 114,45 km/h | Tommi Makinen |
| 3     | SS8  | Les Nonieres        | 19,46 km | Armin Schwarz | 13:46 | 84,81 km/h  | Tommi Makinen |
| 3     | SS9  | l'Epine             | 31,15 km | Piero Liatti  | 19:32 | 95,68 km/h  | Tommi Makinen |
| 3     | SS10 | Ruissas             | 27,47 km | Tommi Makinen | 17:25 | 94,63 km/h  | Tommi Makinen |
| 3     | SS11 | Chabestan           | 19,88 km | Piero Liatti  | 11:34 | 103,12 km/h | Tommi Makinen |
| 3     | SS12 | Plan de Vitrolles   | 18,60 km | Tommi Makinen | 11:52 | 94,04 km/h  | Tommi Makinen |
| 4     | SS13 | Sisteron            | 36,67 km | Piero Liatti  | 25:44 | 85,50 km/h  | Piero Liatti  |
| 4     | SS14 | Digne               | 18,97 km | Tommi Makinen | 12:23 | 91,91 km/h  | Piero Liatti  |
| 4     | SS15 | Pont de Villarons   | 18,46 km | Piero Liatti  | 11:35 | 95,62 km/h  | Piero Liatti  |
| 4     | SS16 | Couillole           | 22,91 km | Piero Liatti  | 15:05 | 91,13 km/h  | Piero Liatti  |
| 4     | SS17 | Turini              | 12,00 km | Piero Liatti  | 9:10  | 78,55 km/h  | Piero Liatti  |
| 4     | SS18 | Mónaco              | 4,62 km  | Armin Schwarz | 3:07  | 88,94 km/h  | Piero Liatti  |

## Wyniki końcowe rajdu
| Msc.                   | Nr                     | Kierowca               | Pilot                  | Samochód                      | Czas                   | Strata                 | Grupa                  | Punkty                 |
| Klasyfikacja generalna | Klasyfikacja generalna | Klasyfikacja generalna | Klasyfikacja generalna | Klasyfikacja generalna        | Klasyfikacja generalna | Klasyfikacja generalna | Klasyfikacja generalna | Klasyfikacja generalna |
| ---------------------- | ---------------------- | ---------------------- | ---------------------- | ----------------------------- | ---------------------- | ---------------------- | ---------------------- | ---------------------- |
| 1.                     | 4                      | Piero Liatti           | Fabrizia Pons          | Subaru Impreza WRC97          | 4:26:58                |                        | A8 M                   | 10                     |
| 2.                     | 5                      | Carlos Sainz           | Luis Moya              | Ford Escort WRC               |                        | +0:55                  | A8 M                   | 6                      |
| 3.                     | 1                      | Tommi Makinen          | Seppo Harjanne         | Mitsubishi Lancer Evo IV      |                        | +2:31                  | A8 M                   | 4                      |
| 4.                     | 6                      | Armin Schwarz          | Dennis Giraude         | Ford Escort WRC               |                        | +5:05                  | A8 M                   | 3                      |
| 5.                     | 2                      | Uwe Nittel             | Christina Thorner      | Mitsubishi Lancer Evo III     |                        | +15:44                 | A8 M                   | 2                      |
| 6.                     | 15                     | Henrik Lundgaard       | Freddy Pedersen        | Toyota Celica GT-Four (ST205) |                        | +18:28                 | A8                     | 1                      |
| 7.                     | 10                     | Olivier Burri          | Christophe Hofman      | Subaru Impreza 555            |                        | +18:37                 | A8                     |                        |
| 8.                     | 9                      | Isolde Holderied       | Catherine Francois     | Toyota Celica GT-Four (ST205) |                        | +23:41                 | A8                     |                        |
| 9.                     | 23                     | Gustavo Trelles        | Jorge del Buono        | Mitsubishi Lancer Evo III     |                        | +25:01                 | N4                     |                        |
| 10.                    | 25                     | Armin Kremer           | Sven Behling           | Mitsubishi Lancer Evo III     |                        | +25:53                 | N4                     |                        |
| PWRC                   |                        |                        |                        |                               |                        |                        |                        |                        |
| 1 (9.)                 | 23                     | Gustavo Trelles        | Jorge del Buono        | Mitsubishi Lancer Evo III     | 4:51:59                | -                      | N4                     |                        |
| 2 (10.)                | 25                     | Armin Kremer           | Sven Behling           | Mitsubishi Lancer Evo III     | 4:52:51                | +52                    | N4                     |                        |
| 3 (13.)                | 24                     | Manfred Stohl          | Dieter Schneppenheim   | Mitsubishi Lancer Evo III     | 4:54:17                | +2:18                  | N4                     |                        |
| 2L WRC                 |                        |                        |                        |                               |                        |                        |                        |                        |
| 1 (11.)                | 20                     | Emil Triner            | Julius Gál             | Škoda Felicia Kit Car         | 4:53:41                | -                      | A6                     |                        |
| 2 (12.)                | 21                     | Pavel Sibera           | Petr Gross             | Škoda Felicia Kit Car         | 4:54:03                | +22                    | A6                     |                        |
| 3 (14.)                | 18                     | Harri Rovanperä        | Voitto Silander        | Seat Ibiza Kit Car            | 4:54:22                | +41                    | A7                     |                        |

1. ↑  Litera M przy oznaczeniu grupy do której należy samochód oznacza, iż tylko ci kierowcy zdobywali punkty dla swoich zespołów liczonych w klasyfikacji producentów na koniec sezonu.

## Klasyfikacja po 1 rundzie
Tabele przedstawiają tylko pięć pierwszych miejsc.

### Kierowcy
| Lp. | Kierowca      | Pkt |
| --- | ------------- | --- |
| 1   | Piero Liatti  | 10  |
| 2   | Carlos Sainz  | 6   |
| 3   | Tommi Makinen | 4   |
| 4   | Armin Schwarz | 3   |
| 5   | Uwe Nittel    | 2   |

### Producenci
| Lp. | Producent           | Pkt |
| --- | ------------------- | --- |
| 1   | 555 Subaru WRT      | 10  |
| 2   | Ford Motor Co. Ltd. | 9   |
| 3   | Mitsubishi Ralliart | 6   |